# Decima (zona di Roma)
Decima è la zona urbanistica 12I del Municipio Roma IX di Roma Capitale.
Si estende in gran parte sulla zona Z. XXVI Castel di Decima e, per la sezione est, sulla zona Z. XXIII Castel di Leva.
Prende il nome dal castello di Decima, che sorgeva al decimo miglio della via Laurentina.

## Geografia fisica

### Territorio
Si trova nell'area sud del comune, a ricoprire gran parte della riserva naturale di Decima-Malafede.
La zona urbanistica confina:
- a nord con la zona urbanistica 12H Vallerano-Castel di Leva
- a est con la zona urbanistica 12L Porta Medaglia
- a sud con il comune di Pomezia
- a sud-ovest con la zona urbanistica 12M Castel Romano
- a ovest con la zona urbanistica 13X Castel Porziano